# Sha'ar HaGolan (jaciment arqueològic)
Sha'ar HaGolan és un jaciment arqueològic neolític situat a prop del Quibuts Sha'ar HaGolan (Israel). És el lloc epònim de la Cultura Jarmukiana, i destaca pel descobriment d'un nombre important d'objectes artístics, així com per algunes de les ceràmiques més antigues del Llevant Meridional.

## Excavacions
El primer assentament jarmukià es va desenterrar a Meguidó durant la dècada del 1930, però no es va identificar com una cultura neolítica diferent en aquell moment. El 1949, a Sha'ar HaGolan, el professor Moshe Stekelis va identificar per primera vegada la cultura jarmukiana, una cultura del Neolític ceràmic que habitava zones d'Israel i Jordània. El lloc, datat al c. 6400-6000 aC (calibrat), es troba al centre de la vall del Jordà, a la riba nord del riu Yarmuk. La seva extensió és al voltant d'unes 20 hectàrees, cosa que el converteix en un dels assentaments més grans del món en aquella època. Tot i que s'han identificat altres jaciments del jarmukià des de llavors, Sha'ar HaGolan és el més gran, probablement indicant el seu paper com a centre de la cultura jarmukiana.
El jaciment fou excavat per dos equips de la Universitat Hebrea de Jerusalem: un dirigit per Stekelis (1949-1952) i l'altre per Yosef Garfinkel (1989-1990, 1996-2004). Mentre que durant les excavacions anteriors no es va trobar cap arquitectura, la segona expedició va descobrir grans cases amb un pati interior, amb una superfície d'entre 250 i 700 m². Les cases amb un pati interior fan la seva primera aparició a Sha'ar HaGolan, donant al lloc una importància especial en la història de l'arquitectura. Aquest és un concepte arquitectònic que encara es troba entre les societats mediterrànies tradicionals. D'aquest període no es coneix cap construcció monumental a aquesta escala.

## Arquitectura
Les cases consten d'un pati central envoltat de diverses habitacions petites. Les cases estaven separades per carrers, que constitueixen una prova d'una planificació comunitària avançada. L'excavació va descobrir un carrer central d'uns 3 m d'amplada, pavimentat amb còdols encastats en fang i un carreró estret i sinuós d'1 m d'amplada. Aquests són els primers carrers descoberts a Israel i entre els primers carrers construïts per l'home.
Un pou de 4,15 m excavat a la capa freàtica local indica un coneixement de la hidràulica.

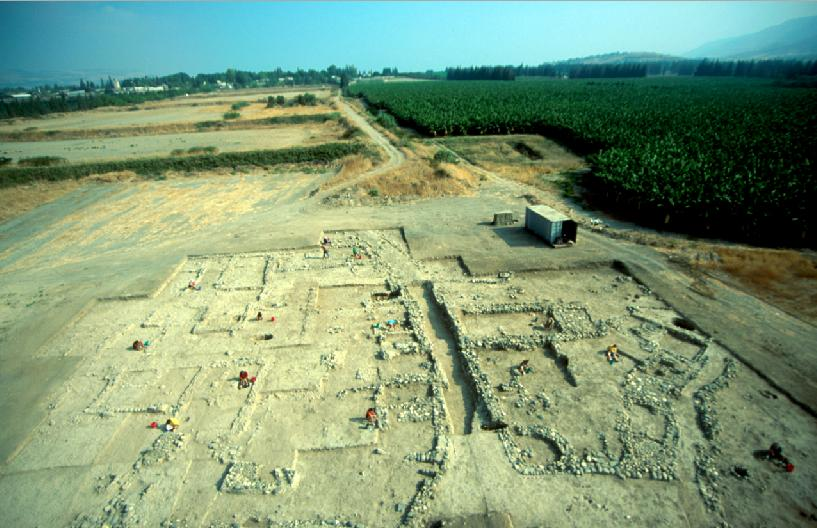
Fotografia de les excavacions de Yosef Garfinkel, realitzades entre 1989-1990 i 1998-2004
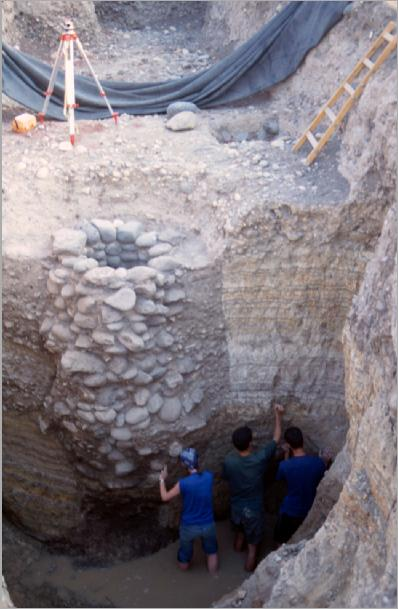
Pou de Sha'ar HaGolan
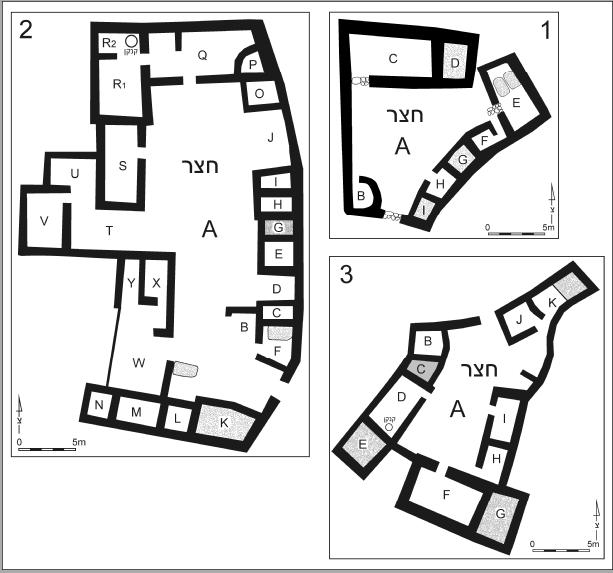
Plànol de cases amb pati interior de Sha'ar HaGolan

Els objectes exòtics descoberts durant les excavacions inclouen petxines marines de la Mediterrània, vaixells de pedra polida fets d'alabastre (o marbre) i fulles de ganivets d'obsidiana de Turquia. La presència d'obsidiana demostra que havia connexions comercials que s'estenien per més de 700 km.

## Ceràmica
La major innovació tecnològica del Neolític en Sha'ar HaGolan va ser la fabricació de ceràmica. Aquesta indústria, que apareix aquí per primera vegada a Israel, dona a aquesta etapa cultural el nom de Neolític ceràmic. Els vasos de ceràmica tenen diverses formes i mides i es van utilitzar per a diversos usos domèstics.

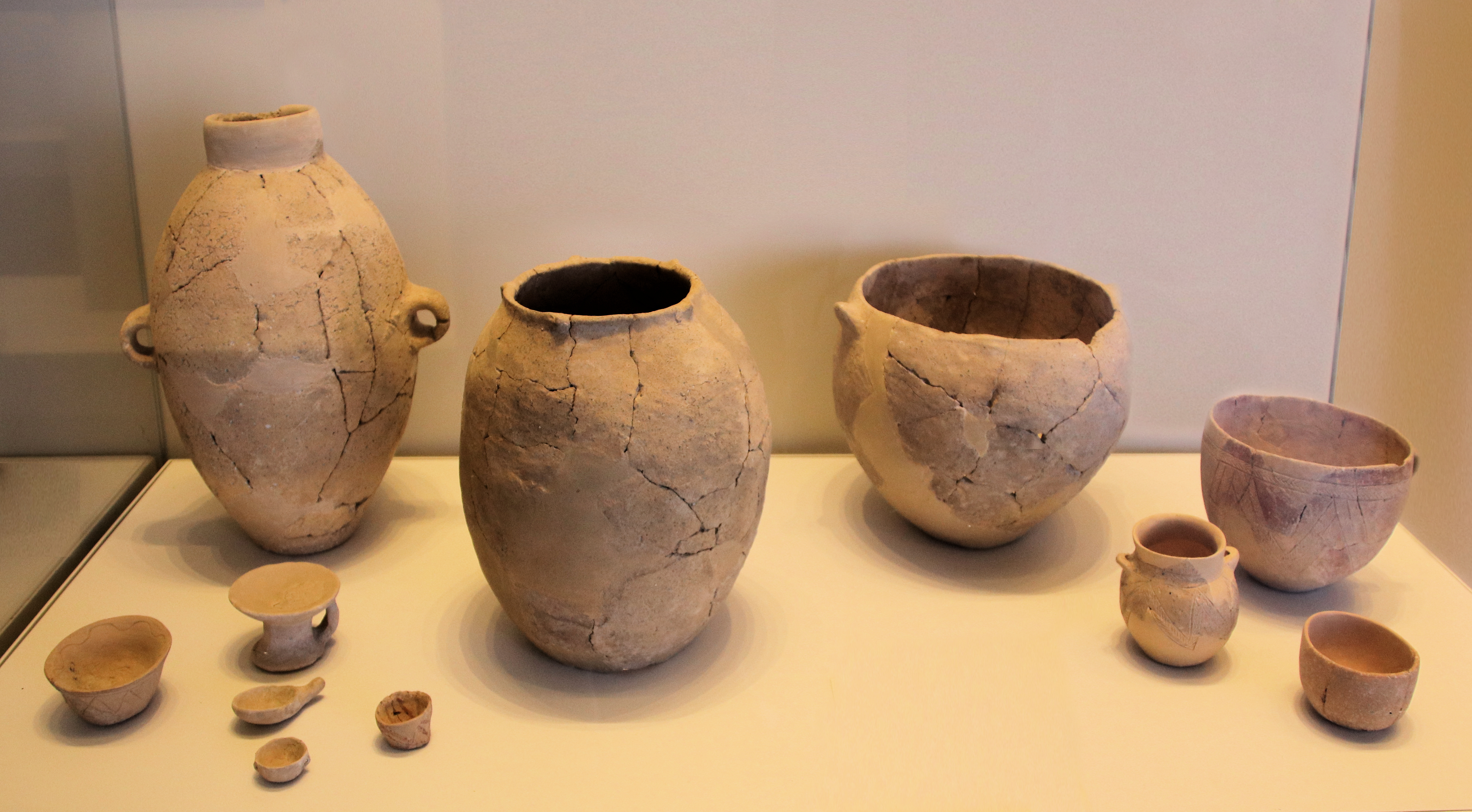
Vaixella de ceràmica primerenca de la cultura jarmukiana
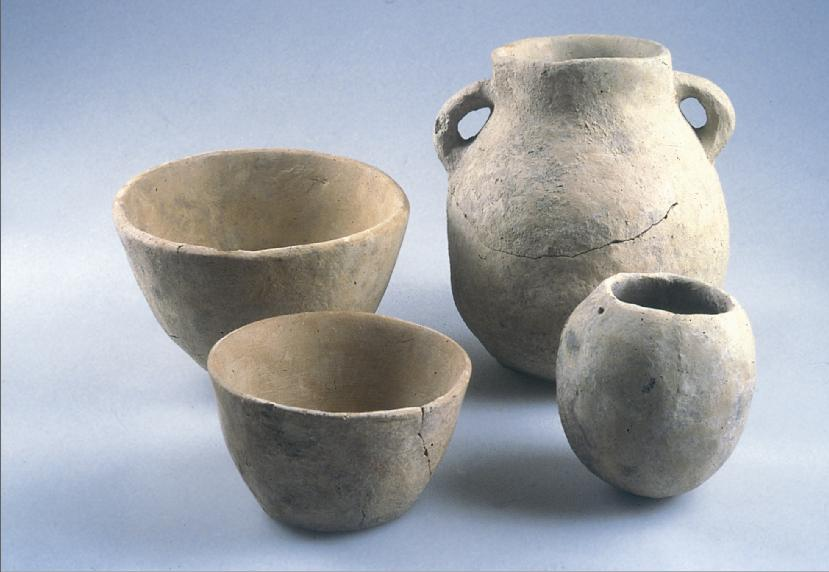
Ceràmica de Sha'ar HaGolan

Al jaciment d''Ain Ghazal, situat a la vora del riu Jaboc, prop d'Amman (Jordània), el període del Neolític ceràmic inicial data del 6.400 al 5.000 aC.

## Art
Es van trobar prop de 300 objectes d'art a Sha'ar HaGolan, cosa que el converteix en el principal centre d'art prehistòric d'Israel i un dels més importants del món. En una de les cases es van trobar més de 70 figuretes fetes amb pedra o argila cuita. En cap altre edifici del Neolític s'han trobat tantes figuretes prehistòriques. Entre els objectes d'art més destacats de Sha'ar HaGolan hi ha figuretes en forma humana fetes amb argila cuita o esculpides en còdols. La immensa majoria són imatges femenines, interpretades com a representants d'una deessa.

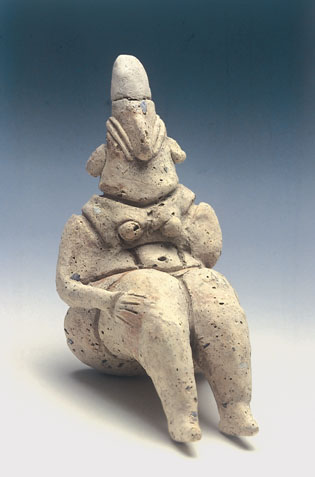
Figura de fang de la Deessa mare, Sha'ar HaGolan
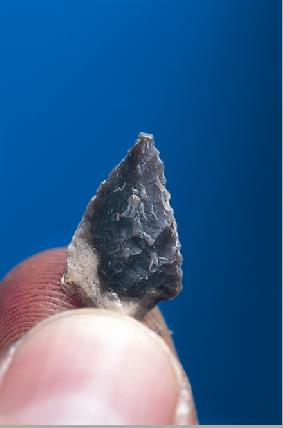
Punta de fletxa, Sha'ar HaGolan
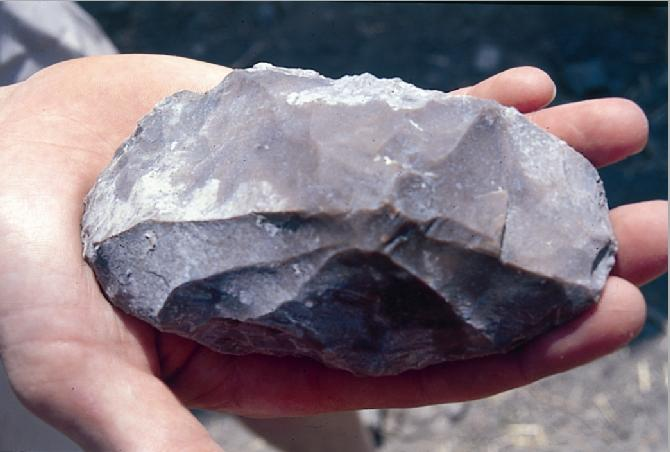
Destral de sílex, Sha'ar HaGolan

Les figuretes de fang són extravagants en els seus detalls, donant-les un aspecte surrealista, mentre que les de còdols tenen una forma minimalista i abstracta. Els membres del Quibuts Sha'ar HaGolan han construït un museu que exhibeix les troballes del lloc proper. A causa de la qualitat artística única de les figuretes de Sha'ar Hagolan, tant el Museu Motropolità de Nova York com el Museu del Louvre de París han exposat objectes del jaciment durant deu anys. A Israel, les figuretes s'exposen al Museu d'Israel, a Jerusalem.

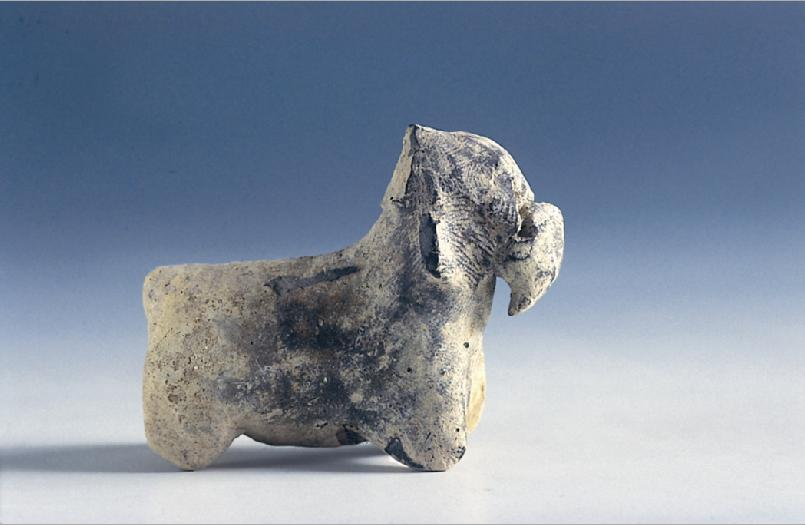
Figureta zoomorfa, Sha'ar HaGolan
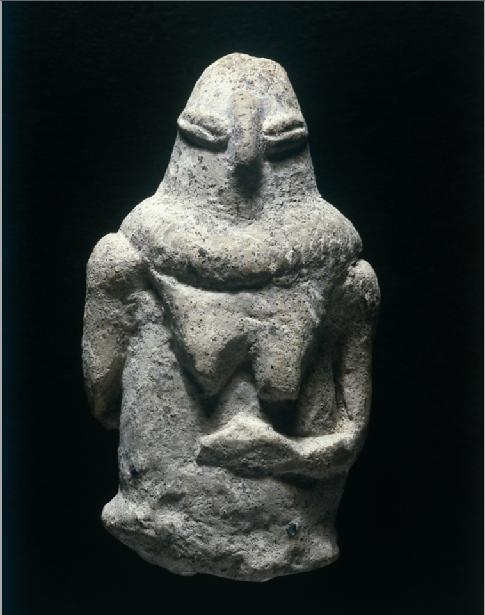
Figureta de fang, Sha'ar HaGolan